# Richard Ruiz
Richard Ruiz Toledo (ur. 14 stycznia 1986 w Jiquipilas) – meksykański piłkarz występujący na pozycji prawego obrońcy lub prawego pomocnika.

## Kariera klubowa
Ruiz pochodzi z miasta Jiquipilas w stanie Chiapas i swoją karierę piłkarską rozpoczął w lokalnych drużynach z niższych lig meksykańskich. Treningi piłkarskie podjął jako nastolatek w czwartoligowej drużynie Maiceros de Villaflores, skąd przeniósł się do innego czwartoligowca – Jaguares de Jiquipilas, aby później zasilić akademię piłkarską Caravana Águila. Później był zawodnikiem dwóch zespołów z trzeciej ligi – najpierw Jaguares de Villaflores, a następnie Jaguares de Zamora (będącego filią pierwszoligowego Jaguares de Chiapas). W wieku dwudziestu lat podpisał profesjonalny kontrakt z drugoligowym klubem Petroleros de Salamanca (również drużyną filialną Jaguares), gdzie już w pierwszym, jesiennym sezonie Apertura 2006 dotarł do finału rozgrywek Primera División A, zaś po upływie kilku miesięcy wywalczył sobie pewne miejsce w wyjściowym składzie. Ogółem barwy Petroleros reprezentował przez trzy lata, aż do rozwiązania ekipy.
W lipcu 2009 2009 Ruiz został piłkarzem innego drugoligowca – zespołu Club Tijuana, gdzie od razu został kluczowym ogniwem linii pomocy. W sezonie Apertura 2010 triumfował z nim w rozgrywkach drugoligowych, zaś pół roku później – w wiosennym sezonie Clausura 2011 – dotarł do finału Liga de Ascenso. Sukcesy te na koniec rozgrywek zaowocowały pierwszym, historycznym awansem Tijuany do pierwszej ligi. W meksykańskiej Primera División zadebiutował 23 lipca 2011 w przegranym 1:2 spotkaniu z Morelią, zaś premierowego gola strzelił 26 października tego samego roku w wygranej 2:0 konfrontacji z Jaguares. W sezonie Liga MX – zdobył z Tijuaną pierwszy w historii tytuł mistrza Meksyku, będąc ważnym zawodnikiem drużyny prowadzonej przez Antonio Mohameda. W 2013 roku – w spotkaniu fazy grupowej Copa Libertadores z kolumbijskim Millonarios (1:0) – strzelił natomiast pierwszą bramkę na arenie międzynarodowej w historii klubu. Ogółem barwy Tijuany reprezentował przez sześć lat, będąc jednym z ważniejszych graczy w dziejach zespołu.
W lipcu 2015 Ruiz został piłkarzem ekipy Cruz Azul ze stołecznego miasta Meksyk. Tam spędził kolejne dwa lata bez poważniejszych sukcesów; zaczął być również wystawiany na boku obrony (dotychczas występował na pozycji bocznego pomocnika). Nie potrafił jednak na dłuższą metę zapewnić sobie pewnej pozycji w składzie, wobec czego został wypożyczony do niżej notowanego Tiburones Rojos de Veracruz.

## Statystyki kariery
| Petroleros | 2006–2007 | Meksyk | Ascenso MX | 29  | 3  | —  | — | —        | —  | — | 29  | 3  |
| Petroleros | 2007–2008 | Meksyk | Ascenso MX | 25  | 0  | —  | — | —        | —  | — | 25  | 0  |
| Petroleros | 2008–2009 | Meksyk | Ascenso MX | 29  | 1  | —  | — | —        | —  | — | 29  | 1  |
| Tijuana    | 2009–2010 | Meksyk | Ascenso MX | 33  | 2  | —  | — | —        | —  | — | 33  | 2  |
| Tijuana    | 2010–2011 | Meksyk | Ascenso MX | 37  | 3  | —  | — | —        | —  | — | 37  | 3  |
| Tijuana    | 2011–2012 | Meksyk | Liga MX    | 29  | 1  | —  | — | —        | —  | — | 29  | 1  |
| Tijuana    | 2012–2013 | Meksyk | Liga MX    | 34  | 4  | 6  | 1 | CL       | 10 | 1 | 50  | 6  |
| Tijuana    | 2013–2014 | Meksyk | Liga MX    | 32  | 3  | —  | — | LMC      | 5  | 1 | 37  | 4  |
| Tijuana    | 2014–2015 | Meksyk | Liga MX    | 31  | 2  | 2  | 0 | —        | —  | — | 33  | 2  |
| Cruz Azul  | 2015–2016 | Meksyk | Liga MX    | 14  | 1  | 7  | 0 | —        | —  | — | 21  | 1  |
| Cruz Azul  | 2016–2017 | Meksyk | Liga MX    | 16  | 2  | 10 | 0 | —        | —  | — | 26  | 2  |
| Veracruz   | 2017–2018 | Meksyk | Liga MX    |     |    |    |   | —        | —  | — |     |    |
| Ogółem     | Ogółem    | Ogółem | Ogółem     | 309 | 22 | 25 | 1 | CL + LMC | 15 | 2 | 349 | 25 |

- CL – Copa Libertadores
- LMC – Liga Mistrzów CONCACAF